# Гадяцька гімназія імені Олени Пчілки
Гадяцький ліцей імені Олени Пчілки — ліцей в місті Гадячі Полтавської області.
До 2015 року Гадяцькою середньою школою № 1, Гадяцьким навчально-виховним комплексом № 1 (школа-гімназія), Гадяцькою гімназією здійснено, включаючи довоєнні роки, 65 випусків учнів.

## Історія
В 1912 році на кошти земської управи в Гадячі була створена приходська школа для дітей робітників, ремісників та інших незаможних верств населення. Вона мала 4 класи, в яких навчались 104 учні.
У 1913 для школи було побудовано двоповерхове приміщення, яке розташовувалось на великій базарній площі при в'їзді до центральної частини міста з боку Полтави. Нині це місце дитячого майданчика на території міського парку. Учні вивчали закон Божий, російську мову (письмо, граматика, читання), арифметику (усна лічба й 4 дії з цілими числами) і співи.
Після Жовтневого перевороту до 1932 року школа мала статус 7-річної трудової політехнічної. В 1932 року реорганізована в середню. Перший випуск учнів середньої школи відбувся у 1938 році. До Німецько-радянської війни школа здійснила чотири випуски.
У роки німецької окупації приміщення школи було зруйноване. 23 вересня 1943 року після зайняття міста радянськими військами розпочала свою діяльність Гадяцька семирічна школа № 1. Вона розташовувалась спочатку в двох приміщеннях на вул. К. Лібкнехта. З 1 вересня 1952 року школа перейменована у Гадяцьку середню школу № 1. Навчання відбувалось у чотирьох старих непристосованих приміщеннях.
У 1963 році розпочалось будівництво триповерхового приміщення на 960 учнів. Нове приміщення було відкрито 1965 року. У ньому було 27 класних кімнат, спортивний зал, актовий зал на 140 місць, столярна та слюсарна майстерні, фізичний та хімічний кабінети, бібліотека.
З 1989 року директор школи — заслужений вчитель України Зозуля Олександр Олексійович.

## Сучасність
З 1997 року Гадяцька середня школа № 1 реорганізована у Гадяцький навчально-виховний комплекс № 1 (школа-гімназія), а з 2003 року — у Гадяцьку гімназію Гадяцької районної ради Полтавської області.
З початку створення гімназія має суспільно-гуманітарний та економічний профілі навчання. Учні мають змогу працювати у трьох класах інформаційно-обчислювальної техніки, лінгафонному, фізичному, хімічному кабінетах, бібліотеці. Гімназія підключена до мережі Інтернет.
11 листопада 2009 року розпорядженням Кабінету Міністрів України № 1344-р гімназії присвоєне ім'я Олени Пчілки.

## Музей Олени Пчілки
У травні 2009 року з ініціативи та за активного сприяння випускника школи 1972 року Костюка В. С. відкрито кімнату-музей Олени Пчілки — української письменниці, громадської діячки, поетеси, етнографа, члена-кореспондента Академії наук України, матері Лесі Українки.